# 牙狼-GARO- 神ノ牙-KAMINOKIBA-
『牙狼〈GARO〉 神ノ牙-KAMINOKIBA-』（ガロ カミノキバ）は、2018年1月6日公開の劇場用長編特撮映画作品。
キャッチコピーは「希望の光よ、闇を照らせ。」「光と闇の邂逅。」「終わらせろ、この戦いを。」。

## 概要
特撮・アニメで展開されている『牙狼〈GARO〉』シリーズのうち、道外流牙を主人公とした特撮作品『牙狼〈GARO〉 〜闇を照らす者〜』『牙狼〈GARO〉-GOLD STORM- 翔』から続くシリーズ3作目。
2016年の『金狼感謝祭2016』にて製作および2018年の公開が発表された。翌2017年にはこれに先立ち、同年10月から11月にかけて開催された第30回東京国際映画祭で特別招待作品として「ワールド・プレミア上映」された。
『闇を照らす者』で流牙と共に戦った蛇崩猛竜と楠神哀空吏、そして『GOLD STORM 翔』で流牙の宿敵であったジンガが再登場する。各キャラクターの衣裳や変身後のCGは一新されている。
2017年11月には映画本編の序章として、ジンガを主役とした舞台劇『牙狼〈GARO〉-神ノ牙 覚醒-KAMINOKIBA MEZAME-』（ガロ カミノキバ メザメ）が上演されている。本項ではこれも#舞台にて記載する。
魔戒騎士やホラーなど全般の詳細については牙狼-GARO-#関連用語を、主な登場人物の過去については『牙狼〈GARO〉 〜闇を照らす者〜』『牙狼〈GARO〉 -GOLD STORM- 翔』を参照のこと。

## 製作
雨宮慶太によると、流牙とジンガの戦いをもう一度見たいという思いから生まれた作品。2人の価値観のぶつかり合いを撮ることから逆算し、ジンガの復活、死者を蘇らせる魔戒法師・蛮美、それを利用するホラーの存在などを考えたという。また、牙狼よりも主演の栗山航のアクションを撮りたいという思いがあり、鎧を奪われる筋書きとなったという。
野性爆弾・くっきーは雨宮慶太が以前からオファーしており、本作でようやく実現している。その演技には、半分アドリブが入っている。
栗山航と井上正大が考え、雨宮慶太に提案した内容も台本に組み込まれている。

## ストーリー
魔戒騎士・道外流牙とそのパートナーの魔戒法師・莉杏は、魔戒法師・リュメから魔戒騎士の鎧の強奪事件の話を受け、その被害に遭ったかつてボルシティで共に戦った仲間の魔戒騎士・蛇崩猛竜と共に真相解明に乗り出す。猛竜の証言から今回の事件に猛竜と同じくかつての仲間である魔戒騎士・楠神哀空吏が関与していることを知った流牙は、その真意を確かめるべく哀空吏の行方を追うが、その最中で事件の犯人である女魔戒法師・蛮美と彼女に協力するホラー・リンザの罠に嵌り、鎧を奪われてしまう。哀空吏と元魔戒法師・D・リンゴの話から蛮美の目的とホラーを永遠の存在に変える伝説の箱舟・神ノ牙の存在を知り、奪われた鎧の奪還と神ノ牙の発動を阻止するために行動を開始した流牙たちの前に、かつての宿敵・ジンガが復活を遂げ立ちはだかる。

## 登場人物

### 魔戒騎士・魔戒法師
道外 流牙（）
黄金騎士ガロの称号を持つ魔戒騎士。
今作では復活したジンガを止めるために再び壮絶な攻防を繰り広げることとなる。
多くの経験を積んだことで歴戦の猛者となりつつあり、物腰や言動にも冷静さを持ちつつ、従来の穏やかな物腰と優しさは健在。反面、由緒正しい牙狼の家系でないことを気にしている節があり、そのことを口に出そうとして莉杏に静止されたこともある。
従来の作品ではがむしゃらに突き進むキャラクターとして描かれていたが、本作品では達人らしさを出すことを意図し、アクションは無駄な動きをしない静のイメージで演出されている。
蛇崩 猛竜（）
炎刃騎士ゼンの称号を持つ魔戒騎士。髪型は長髪になっている。
新たに短剣から長剣へ変化させることができる片刃の伸縮式魔戒剣を使用。魔導火のライターも持っており、火の色は普通の火と同じ橙色となった。
右手の義手は健在だが、手袋はしていない。かつては盾に変化させることが可能だったが、本作品ではさせなかった。
楠神 哀空吏（）
天弓騎士ガイの称号を持つ魔戒騎士。髪型は七三分けになっている。
新たな魔戒弓は弓として使用する時のみ弦が出現する。斬撃武器としても使用できるのは変わっていないが、握と弦以外が完全に刃となっており、突撃も可能。さらには棍型に変化させることも可能で、棒術も駆使するほか、ブーメランのように弓そのものを投擲する技も体得している。矢は光らなくなっており、実は小さく変形した状態で服に収納されていることが判明した。
莉杏（）
流牙のパートナーにして強い絆で結ばれた女魔戒法師。別の世界の女魔戒法師やガロに出会ったこともある。
リュメ
高名な魔戒法師。見た目は少女のようだが、強い法力と身体能力を持つ。
雷侍（）・風侍（）
仮面を着け、リュメに仕える従者2人。『GOLD STORM 翔』に登場していた従者2人はラダン戦の際に死亡したため、本作品に登場しているのは別人と思われる。
秋月 ダイゴ（）
獣身騎士ギガの称号を持つ魔戒騎士。
ハルナ
かつてラダンを巡って流牙やダイゴなどと共に戦った高位の魔戒法師。戦いの後は兄の意向もあって引退していたが、ある事件がきっかけで現場に復帰した。本作品では、指令でダイゴ・兄のガルドと共に別行動中である。
蛮美（）
本作品で初登場する、哀空吏の幼馴染である謎の女魔戒法師。普段はマスクによって酷く爛れた顔を隠している。かつての恋人にして闇に堕ちた魔戒騎士ジュドーを蘇らせるため、魔戒騎士たちから鎧を奪っていた。しかし、リンザに騙され、復活したジンガによってアミリの姿をした傀儡にされる。

### 協力者
D・リンゴ
流牙たちをサポートする初老の元魔戒法師の男。本作品では別の店を開いている。
ユキヒメ
D・リンゴのパートナーである謎めいた女性。D・リンゴからはかあちゃんと呼ばれている。

### ホラー
ジンガ
かつて「神の牙」と呼ばれるほどの実力を持つ元魔戒騎士のホラー。一時は世界を破壊しかけるほどの力を手にし、流牙を何度も苦しめた果てにガロ翔によって討滅されて魔界へ堕ちたが、リンザによって再び人界に出現した。
一度討滅され、魔界に堕ちたホラーは記憶を失うため、ほとんどの記憶を失った状態ながら流牙との戦いだけはわずかに覚えており、彼を倒すことに固執している。その後は完全に記憶を取り戻し、神ノ牙の復活を目的に暗躍する。当初の目的は神ノ牙による永遠の命を手に入れることかと思われていたが、ジンガ本人は永遠の命に興味は無く、リンザの企みにも初めから気付いていた。本当の目的は流牙との闘いに決着を着けることであり、邪魔なリンザを始末した後は流牙との激戦の末に再び敗北する。本編終了後には真魔界に送還されてメシアと邂逅し、メシアに戦いを挑んでいるが、その顛末は『神ノ牙-JINGA-』にて語られる。
ジンガホラー態
赤い鬼神のような姿をしている。
アミリ
ジンガのパートナーであり、彼のためなら何でもする元魔戒法師のホラー。一度はジンガに裏切られたものの、蛮美の亡骸を憑代にして現世に復活した後も変わらず彼に助力する。
リンザ
神ノ牙の情報を人間の学者から収集していた女ホラー。狡猾かつ残忍な性格で、自らの容姿を他の人間に変幻させる能力や、火花を飛翔体に物質化して飛ばす能力を持つ。ホラー態は角が側頭部にある半人半馬の純白のケンタウリスのような姿をしている。強靭な尾と両手のカギ爪を武器とする。
ジンガを復活させるが、真の目的はジンガを生贄に月をゲートとして、メシアを現世の人界へ降臨させることであり、ジンガは利用対象に過ぎなかった。だがその企みは流牙との決闘を望むジンガから見抜かれており、最終的には邪魔な存在と見なされ始末された。
ボエル
リンザと行動を共にしているホラー。巨漢かつ大食漢で、知能は低めだが凄まじい怪力を誇る。ホラー態は筒のような突起を頭部の両脇に持つ人型の巨獣のような姿をしている。炎を突起から放つ。
ジンガによって神ノ牙のエネルギーとして吸収される。
ヘデリック
スリを働いていた金髪のチンピラの男に憑依していた。各部に発光器官を持つ。ガイが放った矢によって討滅される。
ジャギ
若者たちを利用して悪事を働いていたが、ゼンによって討滅される。
メシア
かつて別の世界のガロに倒されたホラーの始祖。
本編終了後、魔界へ再び堕ちたジンガと邂逅する。

## 用語
黄金騎士ガロ翔（）
流牙が金色の鎧を纏った姿。
黄金騎士ガロ闇（）
ガロ翔が闇の力を解放した姿。背中からマントを展開し飛行することが可能。
炎刃騎士漸（）
猛竜が緋色の鎧を纏った姿。
天弓騎士牙射（）
哀空吏が緑がかった青色の鎧を纏った姿。
神ノ牙
ホラーを月へ運び、月の力によって永遠の存在へと変貌させるとされる伝承を残すホラーのための箱舟。宮殿とロケットを合わせたような外観をしており、発動には大量のホラーと闇に堕ちた魔戒騎士が必要となる。宮殿のような構造の内部で、時間の流れが一部で歪んでおり、そのひずみに莉杏たちが捕らわれてしまう。魔導刻がゼロを示した時に月に打ち上げられ、月の満ち欠けや地脈・暦などあらゆる条件を満たした際に発動される。
ボエルの邪気と高層ビルを礎に顕現し、流牙たちとジンガを乗せて飛び立ち、大気層の上層まで到達する。

## キャスト
- 道外流牙 - 栗山航
- 蛇崩猛竜 - 池田純矢
- 楠神哀空吏 - 青木玄徳
- ジンガ - 井上正大
- 莉杏 - 南里美希
- リュメ - 桑江咲菜
- 秋月ダイゴ - 脇崎智史
- ハルナ - 小松もか
- ユキヒメ - 黒木桃子
- アミリ - 松野井雅
- レイコ - 工藤綾乃
- 泥酔した男 - 瀬尾卓也
- 娼婦 - 鳴神綾香、晴野未子、水沢汐里
- 刺青女 - RYONRYON.
- 黒服 - 大石瑞生、岩本淳也
- 金髪の男 - 山口侑佑
- ホームレスの男 - 松田康洋
- 風侍 - 松田将希
- 雷侍 - 大澤信児
- アケミ - 神門実里
- ジャギ - 一三
- ジュドー - 河合透真
- メシア - 西野翔
- 人型ホラー - 菅原拓也（ZERO1）、小幡優作（ZERO1）、横山佳和（ZERO1）、田原佑一、キャッチャー中澤、坂田義樹、Aaron Delaney、Jonathan Nickerson、Tom Constantine、池田昌弘、内海飛翔、橋本知加子、荒木將平、小林透生、丸尾和広、内山海勇、長田寛弥、吉田力也、金川翔、蘇原颯、藤井秀徳、成田康佑、末永みゆ、森林永理奈、江益凛、水沢汐里
- ホラー・群衆（声） - 阿部義明、阿部美奈、瓜生まゆみ、大曽根将、太田裕美、荻田恵里子、黒田祥一郎、須藤佳菜子、宮本淳、山田英明
- 蛮美 - 屋敷紘子
- リンザ - 佐咲紗花
- ボエル - くっきー（野性爆弾）
- イワキ - 斉木しげる
- ザルバ - 影山ヒロノブ
- D・リンゴ - 泉谷しげる

## スタッフ
- エグゼクティブ・プロデューサー - 二宮清隆
- アソシエイトプロデューサー - 吉田健太郎
- プロデューサー - 林洋輔、西拓也、比嘉一郎
- アシスタントプロデューサー - 田中文
- 音楽プロデューサー - 井上俊次（Lantis）、岩下由希恵（Lantis）
- 撮影 - 西岡章
- 照明 - 南園智男
- 美術 - 竹内正典
- 美術デザイナー - 佐藤英樹
- 録音 - 大塚学
- 編集 - 藤田真一
- VFXスーパーバイザー - 中川茂之
- 助監督 - 阿部満良
- アクション監督補 - 大橋明
- ワイヤーマスター - 佐々木俊宜
- スタントデスク - 吉田瑞穂
- 脚本協力 - 梅田寿美子
- デザイン・ワークス - 松川健一、高橋健
- 絵コンテ - 酉澤安施
- 音楽 - 栗山善親、寺田志保
- 特別協力 - サンセイアールアンドディ
- 配給 - 東北新社
- 制作 - 東北新社、オムニバス・ジャパン
- 製作 - 東北新社
- アクション監督 - 横山誠
- 原作・脚本・監督 - 雨宮慶太

## 音楽
オープニング主題歌「神ノ牙〜The Fang of Apocalypse〜」
作詞・作曲：影山ヒロノブ / 編曲：小山寿（onetrap） / 歌：JAM Project
エンディング主題歌「十六夜の送り歌-ENDING SIDE-」
作詞：梅田寿美子 / 作曲：奥井雅美 / 編曲：寺田志保・栗山善親 / 歌：佐咲紗花
挿入歌「十六夜の送り歌」
作詞：梅田寿美子 / 歌・作曲：奥井雅美 / 編曲：寺田志保・栗山善親

## 舞台
『牙狼〈GARO〉-神ノ牙 覚醒-』（GARO -KAMINOKIBA MEZAME-, ガロ カミノキバ メザメ）のタイトルで、2017年11月29日から同年12月3日まで、全労済ホールスペース・ゼロにて舞台プロデュースユニット銀岩塩の第2回公演として上演された。
ジンガが『GS翔』で流牙に倒されて魔界に堕ちた後、映画『神ノ牙』で現世に再臨するに至るまでの経緯が描かれている。銀岩塩主催の岩田有弘は、『闇を照らす者』第1話や『牙狼-GARO- -魔戒ノ花-』第3話にゲスト出演したことをきっかけにシリーズのファンとなり、本作品の公演につながった。
キャッチコピーは「誰よりも純粋に邪悪。」
主演の井上は、この舞台劇では総指揮も担当している。2015年ごろから舞台化を考えており、井上が雨宮慶太に相談したところ許可を受けて、悪役サイドの物語を描くこととなった。

### 登場人物（演劇）
彪旺牙（コオキ） / 蒼天騎士斬虎（）
ジンガの宿敵となる魔戒騎士。
那月（）
コオキの相棒の魔戒法師。

### キャスト（演劇）
ジンガとアミリ、ザルバ以外は大多数が舞台のみのオリジナルキャスト（特定公演日のみのゲスト出演もあり）。
- ジンガ - 井上正大
- アミリ - 松野井雅
- コオキ - 君沢ユウキ
- 那月 - 伊藤純奈
- 魔導輪ザルバ（声出演） - 影山ヒロノブ
- ユバンギ - 中村龍介
- リキョウ - 酒井瞳
- 御堂寺さくら - 湯本美咲
- アシュラ - doNcHY
- 郡家 - 野田博史
- 水島、素体ホラー - 五代新一
- 古澤、ビゼラー - 伊藤教人
- 小島、ドウマン - 南誉士広
- テッカン - 宮寺貴也
- シン、郡家の部下、シラー - 佐藤一真
- 郡家の部下、素体ホラー - 久米智之
- 郡家の部下、ボスカ - 酒井颯斗
- 仮面マントホラー - EGA
- 仮面マントホラー - RYO
- 仮面マントホラー - TAKA-KI
- キチヤ - 髙﨑俊吾
- 霖侍 - 天宮みや
- 霧侍 - 菊村真世
- 雲侍 -  松崎萌
- kraus
- 御堂寺隼人 - 岩田有弘
- GUEST
  - 伊東歌詞太郎
  - リュメ - 桑江咲菜（12月2日昼・夜公演）
  - 莉杏 - 南里美希（12月3日昼公演）

### スーツアクター（演劇）
- 和田三四郎
- 下川真矢
- 鈴木大樹

### スタッフ（演劇）
- 脚本・演出 - 塩田泰造
- 音響 - 湯浅典幸（松竹ショウビズスタジオ）
- 監修 - 雨宮慶太
- 協力 - 東北新社
- 製作・主催 - 銀岩塩
- 総指揮 - 井上正大

## 関連商品

### DVD・Blu-ray
2018年9月5日に劇場版のDVDとBlu-ray Discがポニーキャニオンから発売された。舞台版のDVDとBlu-rayは、2018年7月25日に一般発売が開始された。

### CD
TOKYO DIVE
2017年10月18日にランティスより発売された、JAM Projectのアルバム。オープニングテーマを収録。
牙狼<GARO>黄金歌集「牙狼奏」
2020年9月23日にランティスより発売された、牙狼シリーズのベストアルバム。本作のオープニングテーマとエンディングテーマ、挿入歌を収録。

## パチンコ
2023年1月にサンセイR&Dから本作のタイアップ機であるパチンコ『P牙狼GOLD IMPACT』が発売された。また、2025年5月にはマイナーチェンジ版の『e牙狼神速神撃3000LT』が発売された。